# Arquitetura contemporânea
Arquitetura contemporânea abraça todos os movimentos, tendências e técnicas arquitetônicos utilizados nos tempos atuais, sucedendo à arquitetura moderna. A Arquitetura pós-moderna é uma das mais recentes manifestações contemporâneas, assim como a high-tech, a clássica-nova, a sustentável, a vernacular, e a futurista.

## Galeria
- Turning Torso na Suécia
- Catedral de N. Senhora, Los Angeles
- Allianz Arena na Alemanha
- Biblioteca Central de Halifax no Canadá
- Christian Dior Tower no Japão
- Gateshead Millennium Bridge no Reino Unido
- Aeroporto Internacional de Shenzhen Bao'an na China
- Schermerhorn Symphony Center nos Estados Unidos